# Barbara Anderson
Barbara Jeanne Anderson (Nova Iorque, 27 de novembro de 1945) é uma atriz estadunidense, mais conhecida por interpretar a policial Eve Whitfield na série de televisão Ironside , pela qual ganhou o Emmy Award. Ela também é conhecida por sua aparição como a agente secreta Mimi Davis durante a última temporada da série Mission: Impossible.